# Golden Globe per la miglior serie commedia o musicale
Il Golden Globe per la miglior serie commedia o musicale viene assegnato alla miglior serie televisiva commedia o musicale dalla HFPA (Hollywood Foreign Press Association). È stato assegnato per la prima volta nel 1963, anche se poi il premio venne assegnato in modo continuativo dal 1970.

## Vincitori e candidati
L'elenco mostra la vincitrice di ogni anno, seguita dalle serie televisive che hanno ricevuto una candidatura. Per ogni serie televisive viene indicato il titolo italiano e titolo originale tra parentesi.

### 1960
- 1963
  - Mister Ed, il mulo parlante (Mister Ed)

### 1970
- 1970
  - The Governor & J.J.
  - The Carol Burnett Show
  - The Glen Campbell Goodtime Hour
  - Love, American Style
  - Rowan & Martin's Laugh-In
- 1971
  - The Carol Burnett Show
  - The Courtship of Eddie's Father
  - La Famiglia Partridge (The Partridge Family)
  - The Glen Campbell Goodtime Hour
  - Tre nipoti e un maggiordomo (Family Affair)
- 1972
  - Arcibaldo (All in the Family)
  - The Carol Burnett Show
  - La Famiglia Partridge (The Partridge Family)
  - The Flip Wilson Show
  - Mary Tyler Moore (The Mary Tyler Moore Show)
- 1973
  - Arcibaldo (All in the Family)
  - M*A*S*H
  - Mary Tyler Moore (The Mary Tyler Moore Show)
  - Maude
  - The Sonny and Cher Comedy Hour
- 1974
  - Arcibaldo (All in the Family)
  - The Carol Burnett Show
  - Mary Tyler Moore (The Mary Tyler Moore Show)
  - Sanford and Son
  - The Sonny and Cher Comedy Hour
- 1975
  - Rhoda
  - Arcibaldo (All in the Family)
  - The Carol Burnett Show
  - Mary Tyler Moore (The Mary Tyler Moore Show)
  - Maude
- 1976
  - Barney Miller
  - Arcibaldo (All in the Family)
  - The Carol Burnett Show
  - Chico and the Man (Chico and the Man)
  - Mary Tyler Moore (The Mary Tyler Moore Show)
- 1977
  - Barney Miller
  - The Carol Burnett Show
  - Donny and Marie
  - Happy Days
  - Laverne & Shirley
  - M*A*S*H
- 1978
  - Arcibaldo (All in the Family)
  - Barney Miller
  - The Carol Burnett Show
  - Happy Days
  - Laverne & Shirley
- 1979
  - Taxi
  - Alice
  - Arcibaldo (All in the Family)
  - Love Boat (The Love Boat)
  - Tre cuori in affitto (Three's Company)

### 1980
- 1980
  - Alice
  - Taxi
  - Love Boat (The Love Boat)
  - M*A*S*H
  - I novellini (The Associates)
- 1981
  - Taxi
  - Alice
  - Love Boat (The Love Boat)
  - M*A*S*H
  - Soap
- 1982
  - M*A*S*H
  - Barbara Mandrell and the Mandrell Sisters
  - Love Boat (The Love Boat)
  - Soldato Benjamin (Private Benjamin)
  - Taxi
- 1983
  - Saranno famosi (Fame)
  - Cin cin (Cheers)
  - Con affetto, tuo Sidney (Love, Sidney)
  - M*A*S*H
  - Taxi
- 1984
  - Saranno famosi (Fame)
  - Bravo Dick (Newhart)
  - Buffalo Bill
  - Cin cin (Cheers)
  - Taxi
- 1985
  - I Robinson (The Cosby Show)
  - Cin cin (Cheers)
  - I Jefferson (The Jeffersons)
  - Kate & Allie
  - Saranno famosi (Fame)
- 1986
  - Cuori senza età (The Golden Girls)
  - Casa Keaton (Family Ties)
  - Kate & Allie
  - Moonlighting
  - I Robinson (The Cosby Show)
- 1987
  - Cuori senza età (The Golden Girls)
  - Casa Keaton (Family Ties)
  - Cin cin (Cheers)
  - Moonlighting
  - I Robinson (The Cosby Show)
- 1988
  - Cuori senza età (The Golden Girls)
  - Casa Keaton (Family Ties)
  - Cin cin (Cheers)
  - Frank's Place (Frank's Place)
  - Hooperman
  - Moonlighting
- 1989
  - Blue Jeans (The Wonder Years)
  - Cin cin (Cheers)
  - Murphy Brown
  - Pappa e ciccia (Roseanne)
  - Quattro donne in carriera (Designing Women)

### 1990
- 1990
  - Murphy Brown
  - Blue Jeans (The Wonder Years)
  - Il cane di papà (Empty Nest)
  - Cin cin (Cheers)
  - Cuori senza età (The Golden Girls)
  - Quattro donne in carriera (Designing Women)
- 1991
  - Cin cin (Cheers)
  - Cuori senza età (The Golden Girls)
  - Murphy Brown
  - Quattro donne in carriera (Designing Women)
  - Sposati... con figli (Married with Children)
- 1992
  - Oltre il ponte (Brooklyn Bridge)
  - Cin cin (Cheers)
  - Cuori senza età (The Golden Girls)
  - Evening Shade
  - Murphy Brown
- 1993
  - Pappa e ciccia (Roseanne)
  - Oltre il ponte (Brooklyn Bridge)
  - Cin cin (Cheers)
  - Evening Shade
  - Murphy Brown
- 1994
  - Seinfeld
  - Coach
  - Frasier
  - Pappa e ciccia (Roseanne)
  - Quell'uragano di papà (Home Improvement)
- 1995
  - Frasier
  - Innamorati pazzi (Mad About You)
  - Grace Under Fire
  - Quell'uragano di papà (Home Improvement)
  - Seinfeld
- 1996
  - Una famiglia del terzo tipo (3rd Rock from the Sun)
  - Frasier
  - Friends
  - Innamorati pazzi (Mad About You)
  - The Larry Sanders Show (The Larry Sanders Show)
  - Seinfeld
- 1997
  - Una famiglia del terzo tipo (3rd Rock from the Sun)
  - Frasier
  - Friends
  - Innamorati pazzi (Mad About You)
  - The Larry Sanders Show
  - Seinfeld
- 1998
  - Ally McBeal
  - Una famiglia del terzo tipo (3rd Rock from the Sun)
  - Frasier
  - Friends
  - Seinfeld
  - Spin City
- 1999
  - Ally McBeal
  - Dharma & Greg (Dharma & Greg)
  - Frasier
  - Just Shoot Me!
  - Spin City

### 2000
- 2000
  - Sex and the City
  - Ally McBeal
  - Dharma & Greg
  - Spin City
  - Will & Grace
- 2001
  - Sex and the City
  - Ally McBeal
  - Frasier
  - Malcolm (Malcolm in the Middle)
  - Will & Grace
- 2002
  - Sex and the City
  - Ally McBeal
  - Frasier
  - Friends
  - Will & Grace
- 2003
  - Curb Your Enthusiasm
  - Friends
  - Sex and the City
  - I Simpson (The Simpsons)
  - Will & Grace
- 2004
  - The Office
  - Arrested Development - Ti presento i miei (Arrested Development)
  - Monk
  - Sex and the City
  - Will & Grace
- 2005
  - Desperate Housewives - I segreti di Wisteria Lane (Desperate Housewives)
  - Arrested Development - Ti presento i miei (Arrested Development)
  - Entourage
  - Sex and the City
  - Will & Grace
- 2006
  - Desperate Housewives - I segreti di Wisteria Lane (Desperate Housewives)
  - Curb Your Enthusiasm
  - Entourage
  - Everybody Hates Chris
  - My Name Is Earl
  - Weeds
- 2007
  - Ugly Betty
  - Desperate Housewives - I segreti di Wisteria Lane (Desperate Housewives)
  - Entourage
  - The Office
  - Weeds
- 2008
  - Extras
  - 30 Rock
  - Californication
  - Entourage
  - Pushing Daisies
- 2009
  - 30 Rock
  - Californication
  - Entourage
  - The Office
  - Weeds

### 2010
- 2010
  - Glee
  - 30 Rock
  - Entourage
  - Modern Family
  - The Office
- 2011
  - Glee
  - 30 Rock
  - The Big Bang Theory
  - The Big C
  - Modern Family
  - Nurse Jackie - Terapia d'urto (Nurse Jackie)
- 2012
  - Modern Family
  - Enlightened
  - Episodes
  - Glee
  - New Girl
- 2013
  - Girls
  - The Big Bang Theory
  - Episodes
  - Modern Family
  - Smash
- 2014
  - Brooklyn Nine-Nine
  - The Big Bang Theory
  - Girls
  - Modern Family
  - Parks and Recreation
- 2015
  - Transparent
  - Girls
  - Jane the Virgin
  - Orange Is the New Black
  - Silicon Valley
- 2016
  - Mozart in the Jungle
  - Casual
  - Orange Is the New Black
  - Silicon Valley
  - Transparent
  - Veep - Vicepresidente incompetente (Veep)
- 2017
  - Atlanta
  - Black-ish
  - Mozart in the Jungle
  - Transparent
  - Veep - Vicepresidente incompetente (Veep)
- 2018
  - La fantastica signora Maisel (The Marvelous Mrs. Maisel)
  - Black-ish
  - Master of None
  - SMILF
  - Will & Grace
- 2019
  - Il metodo Kominsky (The Kominsky Method)
  - Barry
  - La fantastica signora Maisel (The Marvelous Mrs. Maisel)
  - The Good Place
  - Kidding - Il fantastico mondo di Mr. Pickles (Kidding)

### 2020
- 2020
  - Fleabag
  - Barry
  - La fantastica signora Maisel (The Marvelous Mrs. Maisel)
  - Il metodo Kominsky (The Kominsky Method)
  - The Politician
  - Miss Farah (الآنسة فرح)
- 2021[1]
  - Schitt's Creek
  - Emily in Paris
  - The Flight Attendant
  - The Great
  - Ted Lasso
- 2022[2]
  - Hacks
  - The Great
  - Only Murders in the Building
  - Reservation Dogs
  - Ted Lasso
- 2023
  - Abbott Elementary
  - The Bear
  - Hacks
  - Only Murders in the Building
  - Mercoledì (Wednesday)
- 2024
  - The Bear
  - Abbott Elementary
  - Barry
  - Jury Duty
  - Only Murders in the Building
  - Ted Lasso
- 2025[3]
  - Hacks
  - Abbott Elementary
  - The Bear
  - The Gentlemen
  - Nobody Wants This
  - Only Murders in the Building